# Künstlerinnengruppe Erfurt
Die Künstlerinnengruppe Erfurt (1984–1994) war eine lose Vereinigung von Künstlerinnen, die auf Initiative von Gabriele Stötzer 1984 in Erfurt gegründet wurde. Sie arbeiteten bevorzugt mit den Medien Film und Performance sowie Mode-Objekt-Schauen.

## Entwicklung und Wirken
Aus einer anfänglichen Gesprächsgruppe kreativer Frauen, die sich in privaten Wohnräumen traf, entwickelten sich schon bald bildnerische Aktivitäten. Insbesondere das bewegte Bild versprach „[...] ein großes körperliches und seelisches Ausdrucksprektrum“.
Ihre Kunst versprach den Frauen einerseits Befreiung gegenüber der visuellen Realität der DDR, andererseits aber auch gegenüber normierten Geschlechterbildern.
Ab 1988 fanden die Künstlerinnen zu einer expliziten Bildsprache der Auflehnung und ebenso zu einer größeren Öffentlichkeit, vor allem auch durch performative Auftritte und Inszenierungen mit ausdrucksstarken Kostümen.
Nach der Wende wurde ab Ende 1989 der Name Exterra XX verwendet. Vorher wechselte die Bezeichnung der Gruppe bei verschiedenen Projekten und Anlässen (z. B. Undine, Atlantis u. a.).
1990 gründete die Künstlerinnengruppe das Kunsthaus Erfurt.

## Mitglieder
Zu den frühen Akteurinnen der Gruppe zählten neben Stötzer Monika Andres, Verena Kyselka, Monique Förster, Gabriele Göbel, Ina Heyner, Ingrid Plöttner, Elke Karl und Harriet Wollert.
Später stießen Bettina Neumann, Sylvia Richter, Claudia Räther, Tely Büchner, Angelika Hummel und Birgit Quehl hinzu.

## 8-mm-Filme (Auswahl)
- Spitze, 8 mm, 12 min. 1986
- Trisal, 8 mm, 20 min. 1986*
- Frauenträume, 8 mm, 25 min. 1986*
- Die Geister berühren, 8 mm, 25 min. 1987*
- Komik - komisch, 8 mm, 25 min. 1988*
- Verführung, 8 mm, 12 min. 1988*
- Signale, 8 mm, 25 min. 1989*
- Es waren zwei Königskinder, Super 8, 10 min 1990*

## Performances
- 1988: 1. öffentliche Mode-Objekt-Schau auf dem Evangelischen Kirchentag in Erfurt (DDR)

## Ausstellungen (Auswahl)
- 2020/2021: Hosen haben Röcke an. Künstlerinnengruppe Erfurt 1984–1994 nGbK neue Gesellschaft für bildende Kunst Berlin